# Michael Haase
Michael Haase (* 22. Mai 1960) ist ein deutscher Wissenschaftsjournalist.
Haase studierte Mathematik mit dem Nebenfach Astrophysik an der Technischen Universität Berlin. Er beschäftigt sich seit mehreren Jahren mit dem weltweiten Pyramidenbau und der Pyramidenforschung.
Von 1991 bis 1997 war er Herausgeber der archäologischen Zeitschrift G.R.A.L., danach freier Autor für Archäologie-Zeitschriften wie Antike Welt und Archäologie in Deutschland. Seit 2000 ist er der Herausgeber von SOKAR, der ersten deutschsprachigen Fachzeitschrift, die sich mit kulturhistorischen, bautechnischen, architektonischen und religiösen Aspekten und Hintergründen des weltweiten Pyramidenbaus beschäftigt.

## Schriften
- Das Rätsel des Cheops. Die letzten Geheimnisse der großen Pyramide von Giza. Knaur, München 2001, ISBN 3-426-77439-9.
- Das Vermächtnis des Cheops. Die Geschichte der Großen Pyramide. Herbig, München 2003, ISBN 3-7766-2346-2.
- Eine Stätte für die Ewigkeit. Der Pyramidenkomplex des Cheops aus baulicher, architektonischer und kulturhistorischer Sicht. von Zabern, Mainz 2004, ISBN 3-8053-3105-3.
- Im Zeichen des Re, ISBN 3-7766-2082-X
- Das Feld der Tränen, ISBN 3-550-07141-8
- mit Torsten Sasse: Im Schatten der Pyramiden. Spurensuche im alten Ägypten. Econ, München 2000, ISBN 3-612-26681-0.